# Namibië op de Olympische Zomerspelen 2012
Namibië nam deel aan de Olympische Zomerspelen 2012 in Londen, Verenigd Koninkrijk.

## Deelnemers en resultaten
(m) = mannen, (v) = vrouwen

### Atletiek
| Olympiër            | Onderdeel    | Resultaat | Prestatie                                          |
| ------------------- | ------------ | --------- | -------------------------------------------------- |
| Tjipekapora Herunga | 400 m (v)    | 20e       | serie 4: 3de in 52,31 halve finale 1: 6de in 52,53 |
| Helalia Johannes    | marathon (v) | 12e       | 2:26.09                                            |
| Beata Naigambo      | marathon (v) | 38e       | 2:31.16                                            |

### Boksen
| Olympiër         | Onderdeel | Resultaat | Prestatie                                                             |
| ---------------- | --------- | --------- | --------------------------------------------------------------------- |
| Jonas Matheus    | -56kg (m) | 17e       | 1ste ronde: V van ITA Parrinello: 7-18                                |
| Mujandjae Kasuto | -75kg (m) | 9e        | 1ste ronde: W van TJK Nazarov: 11-8 2de ronde: V van HUN Harcsa: 7-16 |

### Schietsport
| Olympiër    | Onderdeel | Resultaat | Prestatie                                    |
| ----------- | --------- | --------- | -------------------------------------------- |
| Gaby Ahrens | trap (v)  | 22e       | kwalificatie: 22ste met 59 punten (20-21-18) |

### Wielersport
| Olympiër              | Onderdeel        | Resultaat    | Prestatie      |
| Mountainbike          | Mountainbike     | Mountainbike | Mountainbike   |
| --------------------- | ---------------- | ------------ | -------------- |
| Marc Bassingthwaighte | mannen           | 30e          | 1:37.17        |
| Weg                   |                  |              |                |
| Dan Craven            | wegwedstrijd (m) | DNF          | niet gefinisht |

### Worstelen
| Olympiër              | Onderdeel   | Resultaat   | Prestatie                                                                                    |
| Vrije stijl           | Vrije stijl | Vrije stijl | Vrije stijl                                                                                  |
| --------------------- | ----------- | ----------- | -------------------------------------------------------------------------------------------- |
| Naatele Sem Shilimela | -55kg (m)   | 15e         | kwalificatie: vrij 1ste ronde: V van RUS Otarsultanov: 0-3 herkansingen: V van PRK Yang: 1-3 |

Afghanistan · Albanië · Algerije · Amerikaanse Maagdeneilanden · Amerikaans-Samoa · Andorra · Angola · Antigua en Barbuda · Argentinië · Armenië · Aruba · Australië · Azerbeidzjan · Bahama's · Bahrein · Bangladesh · Barbados · België · Belize · Benin · Bermuda · Bhutan · Bolivia · Bosnië en Herzegovina · Botswana · Brazilië · Britse Maagdeneilanden · Brunei · Bulgarije · Burkina Faso · Burundi · Cambodja · Canada · Centraal-Afrikaanse Republiek · Chili · China · Chinees Taipei · Colombia · Comoren · Congo-Brazzaville · Congo-Kinshasa · Cookeilanden · Costa Rica · Cuba · Cyprus · Denemarken · Djibouti · Dominica · Dominicaanse Republiek · Duitsland · Ecuador · Egypte · El Salvador · Equatoriaal-Guinea · Eritrea · Estland · Ethiopië · Fiji · Filipijnen · Finland · Frankrijk · Gabon · Gambia · Georgië · Ghana · Grenada · Griekenland · Groot-Brittannië · Guam · Guatemala · Guinee · Guinee‑Bissau · Guyana · Haïti · Honduras · Hongarije · Hongkong · Ierland · IJsland · India · Indonesië · Irak · Iran · Israël · Italië · Ivoorkust · Jamaica · Japan · Jemen · Jordanië · Kaaimaneilanden · Kaapverdië · Kameroen · Kazachstan · Kenia · Kirgizië · Kiribati · Koeweit · Kroatië · Laos · Lesotho · Letland · Libanon · Liberia · Libië · Liechtenstein · Litouwen · Luxemburg · Macedonië · Madagaskar · Malawi · Maldiven · Maleisië · Mali · Malta · Marshalleilanden · Marokko · Mauritanië · Mauritius · Mexico · Micronesië · Moldavië · Monaco · Mongolië · Montenegro · Mozambique · Myanmar · Namibië · Nauru · Nederland · Nepal · Nicaragua · Nieuw-Zeeland · Niger · Nigeria · Noord-Korea · Noorwegen · Oeganda · Oekraïne · Oezbekistan · Oman · Oostenrijk · Oost-Timor · Pakistan · Palau · Palestina · Panama · Papoea-Nieuw-Guinea · Paraguay · Peru · Polen · Portugal · Puerto Rico · Qatar · Roemenië · Rusland · Rwanda · Saint Kitts en Nevis · Saint Lucia · Saint Vincent en Grenadines · Salomonseilanden · Samoa · San Marino · Sao Tomé en Principe · Saoedi-Arabië · Senegal · Servië · Seychellen · Sierra Leone · Singapore · Slovenië · Slowakije · Soedan · Somalië · Spanje · Sri Lanka · Suriname · Swaziland · Syrië · Tadzjikistan · Tanzania · Thailand · Togo · Tonga · Trinidad en Tobago · Tsjaad · Tsjechië · Tunesië · Turkije · Turkmenistan · Tuvalu · Uruguay · Vanuatu · Venezuela · Verenigde Arabische Emiraten · Verenigde Staten · Vietnam · Wit-Rusland · Zambia · Zimbabwe · Zuid-Afrika · Zuid-Korea · Zweden · Zwitserland · Onafhankelijke atleten